# Авелиты
Авели́ты или авелиа́не, или авелони́ты, также абели́ты (лат. abeloitæ ) — христианская гностическая секта, существовавшая примерно до 430 года в Северной Африке близ Гиппона (на территории современного Алжира) в годы царствования византийского императора Аркадия.
Название дано по имени библейского персонажа Авеля, примеру которого следовали авелиты. Согласно авелитам брак являлся греховным и дьявольским объединением людей. Хотя они брали себе жён, их браки никогда не были действительными. Каждая чета усыновляла мальчика и девочку, которые давали обет вступить между собою в такой же фиктивный брак; им она оставляла в наследство своё имущество. Таким образом они думали исполнить буквально требование Апостола (1Кор. 7:29).
Авелиты упоминаются в книге Августина Блаженного «De Haeresibus ad Quodvultdeum Liber Unus», ко времени создания которой секта уже была уничтожена.
В 1745 году в Грейфсвалде свои ложи открыло общество, также называвшее себя авелитами, но и они вскоре исчезли.